# Manfred Baumann
Manfred Baumann (Viena, 1 de marzo de 1968) es un fotógrafo austriaco cuyo trabajo trata diferentes temáticas, desde el desnudo artístico hasta el retrato de famosos o la fotografía de paisaje.

## Biografía
Nació y creció en la capital de Austria, donde también su abuelo era fotógrafo y al cual se le atribuye ser una de sus mayores fuentes de inspiración. De hecho él mismo le apoyó firmemente en sus comienzos como fotógrafo y fue quien le dio su primera cámara, una Praktika.
Se crio en el distrito 13 de Viena y ahí mismo acudió a la escuela hasta terminar la secundaria. Después de la escuela, a los 16 años, decidió comenzar una formación en una de las más tradicionales tiendas de Viena: Julius Meindl. Después de un tiempo terminó siendo gerente de la misma tienda por un espacio de un año. No fue hasta el año 1990 cuando por fin empezó a dedicarse como profesional en el campo de la fotografía. En el año 1995 dejó su entorno personal y se fue con su novia Nelly, ahora su esposa, a Canadá. Allí prosiguió con su carrera de fotógrafo, aunque terminaron regresando a Viena dos años más tarde.
De nuevo en su ciudad natal, siguió trabajando en el mundo de la fotografía e intentó fundar su propio negocio en el sector. Manfred Baumann empezó con trabajos simples como fotógrafo. Su concepto de trabajo funcionó y así empezó después de un tiempo a recibir y hacer más y más producciones. Y así en el año 2002 comenzó a dar sus primeros pasos dentro de la industria nacional y empezó a tomar fotografías y retratos de celebridades. En el año 2005 tuvo su éxito internacional, después de tomar fotografías de famosos internacionales como: John Malkovich, Paul Anka, Tony Curtis, Juliette Lewis, Dolph Lundgren, Kathleen Turner, Steve Guttenberg, Bai Ling y Sofia Milos, entre otros.
Dentro de su trabajo en el campo de la fotografía de desnudo, su estilo ha ido evolucionando bastante con el paso del tiempo. Hoy en día sus fotografías intentan contar una historia detrás de cada una de ellas, en lugar de mostrar simple piel al desnudo. Esta nueva dirección y modo de representación se puede ver sobre todo después del 2008, en sus calendarios, por ejemplo.
Sus fotografías de paisajes también son importantes dentro de su campo principal de trabajo. Estos paisajes reflejan van desde representar la pura naturaleza a retratar una ciudad cosmopolita como Nueva York y sus habitantes.
Manfred Baumann está casado con Nelly Baumann. Trabaja y vive alternadamente entre Europa y Los Ángeles.
.

## Obra
La obra de Manfred Baumann ha sido publicada en diferentes revistas de fotografía como Fotomagazin, Photographie, Chip Magazine o Digital Photographer Magazine. Sus fotografías también se pueden encontrar en varias ediciones de revistas como Playboy, FHM, GQ y Moving Pictures Magazine.

## Exposiciones
Ha expuesto su obra en numerosas muestras, tanto nacionales como internacionales.
- 1995 "Nude" en Toronto, Canadá.
- 2004 "Celebrities" en Viena, Salzburgo y Múnich
- 2005 "Celebrities, Travel and Nudes".
- 2007 "América" en Viena.
- 2009 "Visiones" en Viena, Graz, Múnich y Los Ángeles
- 2010 Exposición en la "Leica Galerie Frankfurt" de Frankfurt
- 2010 The Air Gallery, Londres

## Cine
Manfred Baumann comenzó a realizar en 2010 sus primeras producciones cinematográficas, como productor y director. Durante 2011 trabajó en la preproducción de su siguiente largometraje.

## Algunas publicaciones
- 2015 Exposición “L.A.Stories” en Schladming

- 2014 Exposición “Click!” en Hamburgo[4]

- 2013 Exposición “Alive” en Viena

- 2012 Star guest at the photokina in Cologne (Live-Photo shootings, Workshops and 130 runningmeter exhibition)

- Manfred Baumann Calendario 2011 – ISBN 978-3-200-01958-4

- Manfred Baumann - PHOTOGRAPHIE ISBN 978-3200018402

- Erotic Vision. Edición Skylight, ISBN 3-03766-596-3

- Celebrities. Editorial Novum, ISBN 3850225801

- Fine nude art. Media Service Stuttgart, ISBN 390221130X

- Just Naked!. Editorial Heel, ISBN 3893659706

- Top 20 Girls 2008. Calendario Mohn, ISBN 3831812888